# Columba van Sens

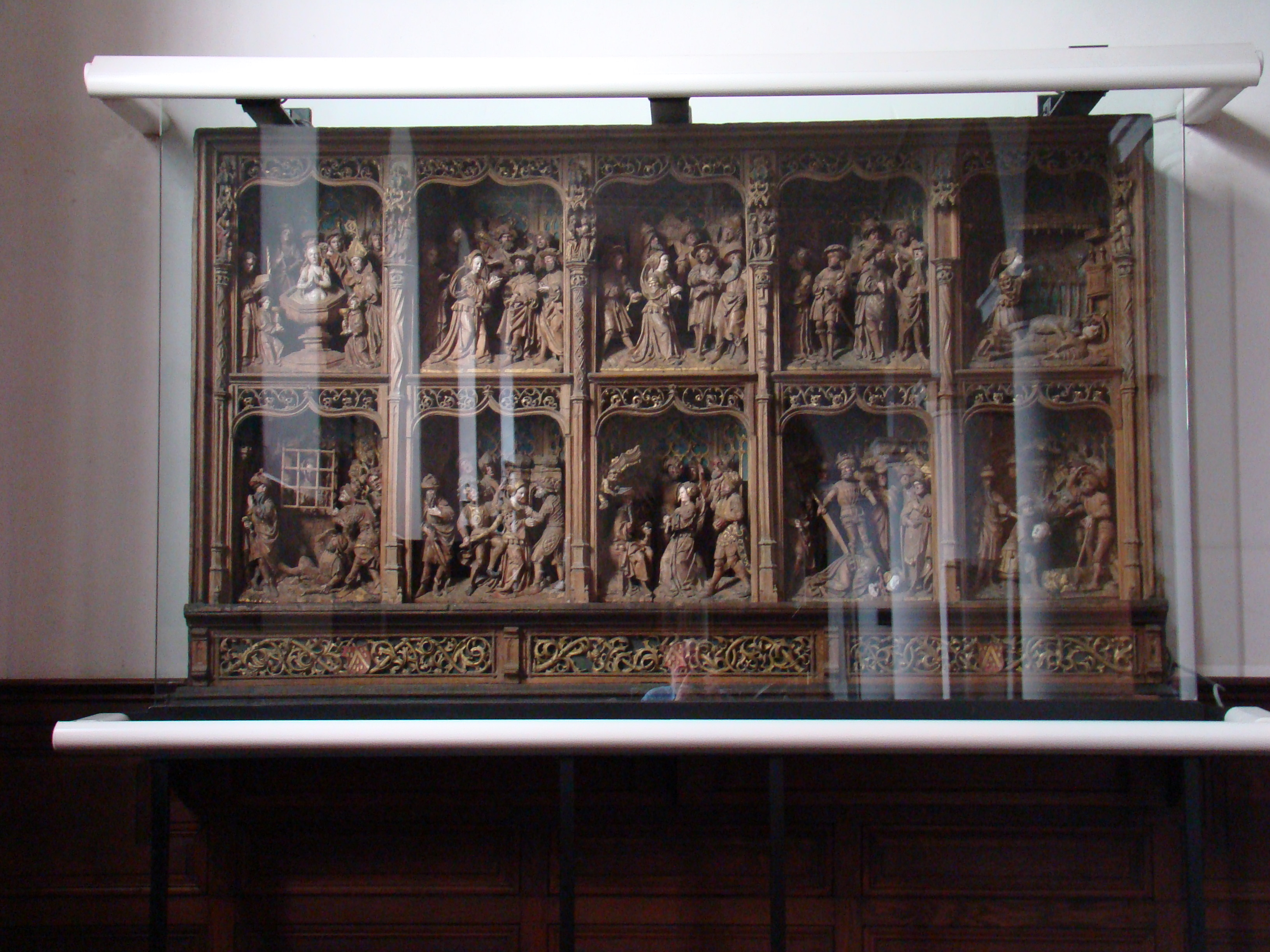
Het 16e-eeuwse Sint-Columbaretabel in de Sint-Columbakerk te Deerlijk. Afgebeeld zijn verschillende scènes uit de legenden rond het leven van Columba

Columba van Sens (?, 257 – Saint-Clément (Yonne), 31 december 273) was een christelijke heilige.
Volgens haar veel later geschreven en onbetrouwbaar geachte Passio stierf Columba de marteldood ten tijde van de Romeinse keizer Aurelianus.

## Verering
Columba wordt aangeroepen tegen oogziekten en regen. Haar feestdag is op 31 december. In de kerkelijke kunst wordt ze afgebeeld met een berin, een pauwenveer en/of een boek.
Columba wordt ten minste al sinds het einde van de 6e eeuw n.Chr. in Sens vereerd. Boven haar graf werd in 620 een basiliek gebouwd. Naast de basiliek bevond zich de Abdij van Sint-Columba die in 1792 werd vernield tijdens de Franse Revolutie. Relieken van haar lichaam bevinden zich in de kathedraal van Bari. 
Er zijn kerken aan Columba gewijd in heel Frankrijk (minstens vier daarvan in Normandië, waaronder die van Chef-du-Pont) en de Belgische plaatsen Deerlijk en Soulme.
De Sint-Columbakerk te Keulen (Duitsland) werd na herbouw na haar verwoesting in de Tweede Wereldoorlog hernoemd tot Maria in den Trümmern.

## Bron
- (de)  Columba van Sens in het Biographisch-Bibliographisches Kirchenlexikon